# Camerata Bariloche
La Camerata Bariloche es un conjunto de música de cámara argentino, fundado en 1967 que ha alcanzado prestigio internacional. A lo largo de su historia ha realizado más de veinticinco giras internacionales, tocando en salas de 33 países de América, Europa y Asia. 

## Creación
La idea de crear la Camerata fue producto del músico Alberto Lysy, quien organizaba Festivales de Música de Cámara en Buenos Aires con participación de músicos argentinos y extranjeros. Varios de estos músicos, viajaban a Bariloche para servir de docentes en las jornadas de perfeccionamiento musical que se desarrollaban en el camping musical en Bariloche.
Hacia 1967 Lysy, organiza una serie de ensayos con dichos músicos en la sede de la Fundación Bariloche, en una casona llamada Soria Moria ubicada en la zona de Villa Llao Llao, y el conjunto autodenominado Camerata Bariloche realiza su primer concierto en la Biblioteca Sarmiento de Bariloche el 17 de septiembre de 1967.
En sus orígenes la Camerata Bariloche fue financiada por la Fundación Bariloche, aunque pronto se independiza de la misma.
Entre los músicos que inician la camerata se encuentran, además del director Alberto Lysy, los siguientes integrantes: Carlos Alabart, Mauricio Cristancho, Elías Khayat, Panagiotis Kyrkiris, Tatiana Matos, Jorge Sawron, Charlotte Teilman, Orlando Zanutto (violinistas); Johannes Eskar, Irene Sopezak, Tomas Tichauer (en violas); Oleg Kotzarew, Stefan Reuss (cellos); Pino Onnis (contrabajo); Guelfo Nalli (corno); Benedetta Lysy (clave) y Eke Mendez (piano).

## Directores

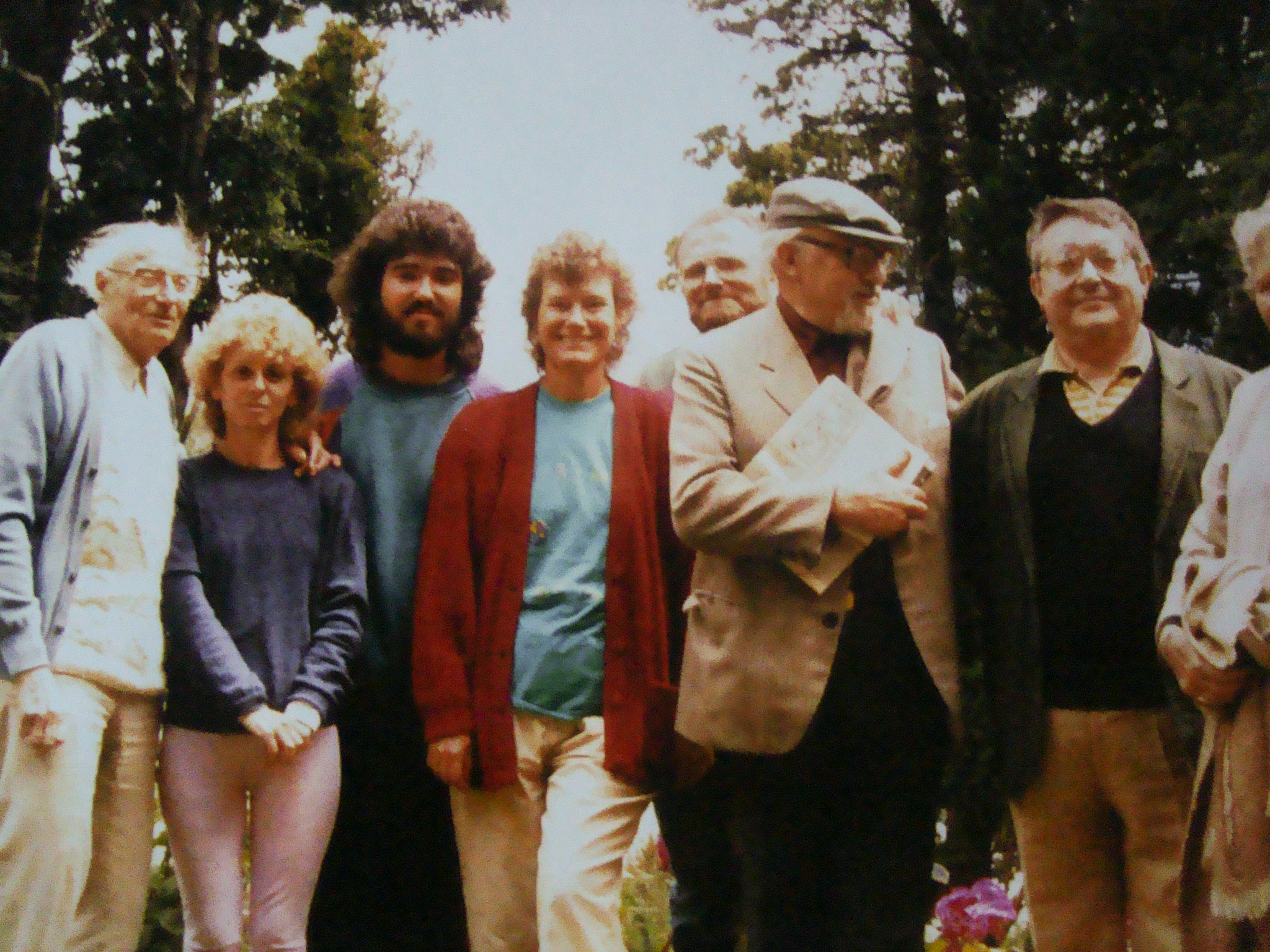
Integrantes de la Camerata Bariloche (2013).

Su primer director fue Alberto Lysy, a quien sucedieron Rubén González, Elías Khayat y Fernando Hasaj. Desde 2011 su director musical es Freddy Varela. La camerata se compone de unos 20 músicos, seleccionados entre los mejores de Argentina.

## Solistas
La Camerata Bariloche ha tocado junto con numerosos solistas, como ser: Martha Argerich, Ernesto Bitteti, Ana y Nicolas Chumachenko, Katherine Ciesinsky, Eduardo Falú, Gerardo Gandini, Antonio Janigro, Les Luthiers, Cho-Liang Lin, Yehudi Menuhin, Astor Piazzolla, Jean-Pierre Rampal, Manuel Rego, Ljerko Spiller, Vadim Repin, Karl Richter, Mstislav Rostropóvich, János Starker, Jean-Yves Thibaudet, Jaime Torres, Maxim Vengerov, y Frederica von Stade.

## Trayectoria
Desde sus comienzos la Camerata ha realizado más de 2500 conciertos y las 25 giras internacionales en su haber la han llevado a los escenarios más prestigiosos del mundo. En su historia ha realizado 31 grabaciones discográficas.
La Camerata Bariloche ha sido premiada con el "Premio Konex de Platino" al mejor conjunto de cámara en la historia de la música en Argentina en 1989 y nuevamente en 2009 como el mejor de la última década.

## Filmografía
Intérprete
- El canto cuenta su historia (1976)
- Argentinísima (1971)

Música
- El hombre olvidado (Inédita, 1981)

Intérprete de la música
- Un lugar en el mundo (1992)